# Biennale
Biennalen sind alle zwei Jahre stattfindende Ausstellungen, Festivals oder Schauen. Der Begriff ist vom Biennium abgeleitet, einem Begriff für den Zeitraum von zwei Jahren. Triennalen finden im Gegensatz dazu alle drei Jahre statt, Quadriennalen alle vier Jahre.

## Biennale von Venedig
Die ursprüngliche Biennale war die Idee eines Bürgermeisters von Venedig, der seit 1895 alle zwei Jahre eine Weltausstellung der Bildenden Kunst unter dem Titel La Biennale di Venezia veranstalten ließ. Für diese Weltschau wurden in einem Gartengelände noch heute bespielte Länderpavillons gebaut.
Seit einigen Jahren werden auch die Schiffswerften mit ihren Hallen aus dem 16. Jahrhundert als Ausstellungsfläche genutzt, die normalerweise militärisches Sperrgebiet sind. Da sich auch die Zahl der teilnehmenden Nationen erweiterte, sind deren Ausstellungsorte über Kirchen, Palazzi und Botschaften in der ganzen Stadt verteilt.
Im Lauf der Zeit erweiterte sich das Spektrum und wird heute ergänzt durch eine Architekturbiennale und die jährlichen Filmfestspiele von Venedig, bei denen der Goldene Löwe vergeben wird.

## Biennale von São Paulo
Die Biennale von São Paulo ist seit 1951 die zweitgrößte und zweitälteste Kunstbiennale der Welt. Sie findet in dem von dem Architekten Oscar Niemeyer gestalteten Cicillo-Matarazzo-Pavillon im Parque do Ibirapuera in São Paulo, Brasilien, statt.

## Biennale von Paris
1958, inspiriert durch die internationalen Biennalen in São Paulo und in Venedig, schlug Raymond Cogniat, damals der Beauftragte des französischen Pavillons auf der Biennale Venedig, dem Informationsminister und späteren Staatsminister für kulturelle Angelegenheiten André Malraux vor, dass auch eine Ausstellung in Paris organisiert werden sollte. Das Ziel war, ein Panorama der jungen internationalen Kunstszene zu präsentieren. Die Biennale von Paris wurde dann tatsächlich bereits 1959 aus der Taufe gehoben und ist trotz einiger Unterbrechungen immer wieder belebt worden. Im Oktober 2006 fand die XV. Biennale De Paris statt, bei der knapp 100 Projekte aus mehr als 20 Ländern teilnahmen.

## Weitere bekannte Biennalen
- Aachen: Internationale Chorbiennale
- Athen: Athens Biennale
- Bad Homburg vor der Höhe und Rhein-Main-Gebiet: Blickachsen
- Berlin: Berlin Biennale für zeitgenössische Kunst
- Breslau: Media Art Biennale WRO
- Brno: Internationale Biennale für Grafikdesign[3]
- Bukarest: Bucharest Biennale
- Busan: Busan Biennale
- Casablanca: Casablanca Biennale
- Chengdu: Chengdu Biennale
- Chicago: Chicago Architecture Biennial
- Freiburg im Breisgau: Biennale für Freiburg
- Gera: Höhler Biennale
- Gwangju: Gwangju Biennale
- Halle (Saale): Werkleitz Biennale, Festival für Kunst und Medien
- Havanna: Bienal de La Habana
- Hildesheim: Licht Kunst Biennale
- Idanha-a-Nova (Portugal) Boom Festival
- Istanbul: Istanbul Biennale
- Kairo: International Cairo Biennale
- Larnaka: Larnaca Biennale
- Lyon: Le Biennale de Lyon
- Mannheim, Ludwigshafen, Heidelberg: Biennale für aktuelle Fotografie
- Meißen: Porzellanbiennale
- Mönchengladbach: Ensemblia, Festival für Musik, Theater, Tanz, Kunst
- Montréal: Biennale de Montréal
- Moskau: Moskau Biennale
- München: Münchener Biennale, internationales Festival für neues Musiktheater
- New York: Whitney Biennial
- Ouagadougou: FESPACO
- Porto Alegre: Bienal do Mercosul
- Prag: Prague Biennale
- Rotterdam: Internationale Architektur Biennale
- Remscheid: Bergische Biennale für Neue Musik
- Santo Domingo: Bienal del Caribe[4]
- Sevilla: Bienal Internacional de Arte Contemporáneo de Sevilla
- Shanghai: Shanghai Biennale
- Singapur: Singapore Biennale
- Sydney: Biennale of Sydney
- Timișoara: Beta – Timisoara Architecture Biennial
- Turin: Biennale Tecnologia, ein Festival zu Technikfolgen der POLITO, und Biennale Democrazia, ein Festival für politische Kultur
- Ulaanbaatar: Mongolia 360°
- Wien: Vienna Biennale für Kunst, Design und Architektur
- Wiesbaden: Wiesbaden Biennale
- Manifesta, Europäische Biennale zeitgenössischer Kunst, an wechselnden Orten